# Rebecca Pavan
Rebecca Pavan (ur. 17 kwietnia 1990 w Kitchener) – kanadyjska siatkarka, grająca na pozycji środkowej a od sezonu 2015/16 jako atakująca. Od stycznia 2018 roku występowała w drużynie Trefl Proxima Kraków. Jej starszą siostrą jest również siatkarka Sarah Pavan. Po sezonie zakończyła sportową karierę.

## Nagrody indywidualne
- 2006 - Najlepsza blokująca Mistrzostw Ameryki Północnej, Środkowej i Karaibów Kadetek
- 2008 - Najlepsza blokująca Mistrzostw Ameryki Północnej, Środkowej i Karaibów Juniorek